# Elizabeth Taylor (novel·lista)
Elizabeth Taylor   (Reading, 3 de juliol de 1912 - Buckinghamshire, 19 de novembre de 1975), amb nom de soltera Elizabeth Coles, va ser una novel·lista i escriptora de contes anglesa. Kingsley Amis la va descriure com “una de les millors novel·listes angleses nascudes en aquest segle”. Antonia Fraser la va anomenar “una de les escriptores més subvalorades del segle XX”, mentre que Hilary Mantel va dir que era "hàbil, talentosa i una mica infravalorada".

## Vida i escrits
Nascuda a Reading, Berkshire, filla d'Oliver Coles, un inspector d'assegurances, i de la seva dona Elsie May Fewtrell, Elizabeth es va educar a The Abbey School, Reading, i després va treballar com a institutriu, professora particular i bibliotecària. Es va casar el 1936 amb John Taylor, propietari d'una empresa de pastisseria, i van viure a Penn, Buckinghamshire durant gairebé tota la seva vida matrimonial. Va ser breument membre del Partit Comunista Britànic, i després partidària del Partit Laborista.
La primera novel·la de Taylor, At Mrs. Lippincote's, es va publicar el 1945. La van seguir onze més. Els seus contes es van publicar a revistes i es van recollir en quatre volums. També va escriure un llibre infantil. El crític anglès Philip Hensher va qualificar The Soul of Kindness de novel·la “tan elaborada que sembla feta sense esforç. A mesura que avança, sembla com si el repartiment estigués tan arrodonit que la novel·lista només havia de situar-los, successivament, en un escenari rere l'altre i observar com reaccionaven entre ells. . .. La trama... mai no sembla com si estigués organitzada per endavant; sembla com si sorgeix de les respostes mútues dels seus personatges.”
L'obra de Taylor s'ocupa principalment dels matisos i les situacions de la vida quotidiana. Els seus retrats perspicaços però afectuosos de la vida anglesa de classe mitjana i de classe mitjana alta li van guanyar un públic de lectors refinats, així com amics lleials al món de les lletres. Era amiga de la novel·lista Ivy Compton-Burnett i del novel·lista i crític Robert Liddell. La seva llarga correspondència amb aquest últim és el tema d'un dels seus contes, “The Letter Writers” (publicat a The Blush, 1951), però les cartes van ser destruïdes, d'acord amb el seu costum habitual de mantenir privada la seva vida privada. El seu rebuig a la publicitat és el tema d'un altre famós conte, “Sisters”, escrit el 1969.
Anne Tyler va comparar una vegada Taylor amb Jane Austen, Barbara Pym i Elizabeth Bowen: “germanes de l'ànima totes elles”, en paraules de Tyler.
Taylor també era amiga íntima d’Elizabeth Jane Howard, a qui el vidu de Taylor li va demanar que escrivís una biografia després de la seva mort. Howard es va negar a causa del que sentia que era una absència de fets remarcables en la vida de Taylor. Es pot consultar Slipstream, les memòries d'Elizabeth Jane Howard, per obtenir més detalls sobre la seva amistat. L'editor de Taylor a l'editorial britànica Chatto &amp; Windus va ser el poeta DJ Enright. Elizabeth Taylor va morir de càncer a Penn, Buckinghamshire, a 63 anys.
Al segle XXI, alguns cineastes van interessar-se per la seva obra. Ruth Sacks Caplin havia escrit un guió de pel·lícula basat en la novel·la de Taylor, La senyora Palfrey al Claremont a la dècada de 1970, però va quedar oblidat durant dècades fins que el seu fill, Lee Caplin, va comprar els drets de la pel·lícula el 1999. L'adaptació cinematogràfica de Ruth Sacks Caplin, La senyora Palfrey al Claremont, dirigida per Dan Ireland, es va estrenar finalment el 2005 amb l'actriu britànica Joan Plowright en el paper principal.
La New York Review of Books va reeditar Mrs. Palfrey at the Claremont el 2021 a la seva sèrie Classics. La versió catalana d'aquesta novel·la, La senyora Palfrey al Claremont va ser editada el 2022 per l'editorial Viena. En la seva introducció a aquesta edició, Michael Hofmann va assenyalar que la novel·la estava nominada al Booker Prize, però que el novel·lista Saul Bellow, un “jutge de celebritats, va pensar que havia sentit massa tasses de te tentinejant a Mrs. Palfrey, i allà es va acabar la seva oportunitat”. VS Naipaul va guanyar aquell any el premi amb In a Free State. Ambientada l'any 1968 o 1969, amb referències freqüents a la cultura popular (des dels Beatles, fins a les novel·les de CP Snow) i els gustos socials canviants, La senyora Palfrey al Claremont és una novel·la postimperial amb un personatge principal que passa la major part de la seva vida adulta a Birmània, on el seu difunt marit tenia la feina. “Tot el país sembla estar una mica trasbalsat”, observa Hoffman, “però curiosament, hi ha Union Jacks a tot arreu”.
El director francès François Ozon va fer una pel·lícula el 2007 a partir de la novel·la Angel amb Romola Garai.

### Novel·les
- At Mrs. Lippincote's (1945)
- Palladian (1946) on es mostra més clarament la influència de Jane Austen.
- A View of the Harbour (1947)
- A Wreath of Roses (1949)
- A Game of Hide and Seek (1951)
- The Sleeping Beauty (1953)
- Angel (1957)
- In a Summer Season (1961) és la seva obra amb més contingut sexual, on explica la història d'una dona rica que es casa amb un home deu anys més jove que ella.
- The Soul of Kindness (1964)
- The Wedding Group (1968)
- Mrs. Palfrey at the Claremont (1971). Traducció catalana La senyora Palfrey se'n va al Claremont, de Viena Edicions.[8] L'actriu Elizabeth Taylor probablement té a veure amb “la deixada senyora Burton” que ve a allotjar-se a l'hotel.[2] Va ser inclosa en les 100 millors novel·les en anglès de Robert McCrum.[10] Finalista per al Booker Prize.
- Blaming (1976), pòstuma.

### Col·leccions de contes
- Hester Lilly (1954)
- The Blush and Other Stories (1958)
- A Dedicated Man and Other Stories (1965)
- The Devastating Boys (1972). Inclou "Sisters" i "Flesh"
- Dangerous Calm (1995). Una selecció dels seus contes i dos contes breus inèdits
- Complete Short Stories (2012). Recull totes les obres de les cinc primeres col·leccions de contes
- Elizabeth Taylor: A Centenary Celebration (2012). Històries curtes no recollides a “Històries curtes completes”, incloses històries inèdites i incompletes, i assaigs i cartes
- You'll Enjoy It When You Get There: The Stories of Elizabeth Taylor (2014). Una selecció de les seves històries.

### Contes
- "For Thine is the Power", Tribune, 31 March 1944
- "A Nice Little Actress", Modern Short Stories, August 1944
- "Better Not", The Adelphi, October–December 1944
- "A Sad Garden", Modern Reading, March 1945
- "It Makes a Change", The Adelphi, October–December 1945
- "Mothers", Here Today, 1945
- "Husbands and Wives", New Short Stories 1945–1946, ed. John Singer, 1946
- "Ever So Banal", Kite, Spring 1946
- "Simone", Writing Today, Summer 1946
- "The Light of Day", The Harpers Monthly, December 1947
- "Red-letter Day", The New Yorker, 27 November 1948
- "First Death of Her Life", The New Yorker, 19 March 1949
- "After hours of suffering", Vogue, July 1949
- "The Beginning of a Story", The New Yorker, 29 October 1949
- "Nods & Becks & Wreathed Smiles", The New Yorker, 19 November 1949
- "Gravement Endommage", he New Yorker, 7 October 1950
- "Plenty Good Fiesta", The New Yorker, 14 July 1951
- "Oasis of Gaiety", The New Yorker, 18 August 1951
- "The Idea of Age", The New Yorker, 9 February 1952
- "Spry Old Character", The New Yorker, 7 March 1953
- "Swan-Moving", The New Yorker, 26 December 1953
- "Goodbye, Goodbye", The New Yorker, 14 August 1954
- "Poor Girl", The Third Ghost Book, ed. Cynthia Asquith, 1955
- "Hare Park", The New Yorker, 14 April 1956
- "The Ambush", The New Yorker, 2 June 1956
- "The True Primitive", The New Yorker, 11 May 1957
- "The Rose, the Mauve, the White", The New Yorker, 22 June 1957
- "The Blush", The New Yorker, 17 August 1957
- "You'll Enjoy It When You Get There", The New Yorker, 23 November 1957
- "A Troubled State of Mind, The Cornhill Magazine, Spring 1958
- "The Letter-Writers", The New Yorker, 31 May 1958
- "Perhaps a Family Failing", The New Yorker, 5 July 1958
- "Summer Schools", The New Yorker, 6 September 1958
- "The Benefactress", The New Yorker, 5 December 1959
- "The Thames Spread Out", The New Yorker, 19 December 1959
- "Thames-Side Venice", The Argosy (UK), May 1960
- "A Dedicated Man", The New Yorker, 4 June 1960
- "The Prerogative of Love", The New Yorker, 23 July 1960
- "Girl Reading", The New Yorker, 29 July 1961
- "In a Different Light", The New Yorker, 29 July 1961
- "As If I Should Care", The New Yorker, 19 May 1962
- "Mice and Birds and Boy", The New Yorker, 9 February 1963
- "Mr Wharton", The New Yorker, 8 June 1963
- "The Voices", The New Yorker, 20 July 1963
- "In the Sun", The New Yorker, 18 April 1964
- "Vron and Willie", The New Yorker, 16 January 1965
- "Setting a Scene", The Cornhill Magazine, Autumn 1965
- "Hôtel du Commerce", The Cornhill Magazine, Winter 1965/66
- "The Devastating Boys", McCall's, May 1966
- "Tall Boy", The New Yorker, 31 December 1966
- "In and Out the Houses", The Saturday Evening Post, 14 December 1968
- "The Fly-Paper", The Cornhill Magazine, Spring 1969
- "Sisters", The New Yorker, 21 June 1969
- "Well, Here We Are", McCall's, December 1969
- "The Blossoming", Saturday Book Story, 1972
- "The Wrong Order", Winters Tale 19, 1972
- "Madame Olga", McCall's, August 1973

### Llibre infantil
- Mossy Trotter (1967)

## Cites
- “El fet és que l'escriptura té un patró i la vida no. La vida és tan desordenada. L'art és tan curt i la vida tan llarga. No es pot tenir la perfecció a la vida però sí la perfecció en una novel·la”.